# Jonathan Fast
Pour les articles homonymes, voir Fast (homonymie).
Jonathan Fast, né le 13 avril 1948 à New York, est un compositeur et un écrivain américain, auteur de récits appartenant ou mêlant les genres de la science-fiction, du roman policier et du fantastique. Fils de l'écrivain Howard Fast, il signe parfois ses nouvelles du pseudonyme Jon Fast.

## Biographie
Il entreprend des études musicales qu'il poursuit à l'Université de Princeton (1966-1968), puis assiste à des cours à l'Université Columbia, à la Yeshiva Université, ainsi qu'au Sarah Lawrence College. Nommé professeur assistant de musique à l'Université Berkeley, il travaille également un temps comme compositeur à la télévision américaine.
Il se lance dans l'écriture en publiant la nouvelle de science-fiction Decay en avril 1975. Son premier roman, The Secrets of Synchronicity (1977), est un récit de space opera qui ose une satire mordante du capitalisme et de la répression des libertés. Le Cercle des initiés (The Inner Circle, 1979) est « un récit étrange de magie noire dans lequel un journaliste enquête sur des suicides de vedettes d'Hollywood ». Dans Le Château de la bête (The Beast, 1981), une jeune actrice lutte pour se libérer de l'emprise d'un milliardaire fou qui réside dans un château isolé. Quant à La Grenouille aux pattes d'or (Stolen Time, 1990), « un de ses meilleurs livres », un évadé d'un centre pénitentiaire s'empare de la voiture, des vêtements et des cartes d'identité d'un automobiliste qu'il tue accidentellement. Il cherche ensuite à subir une opération esthétique destinée à lui donner le visage de sa victime qui fut de son vivant un avocat véreux. Or, dans son souci de pouvoir réparer les torts commis par le disparu, l'usurpateur attire l'attention d'un policier.
Il est le troisième époux de la féministe Erica Jong et le père de la romancière Molly Jong-Fast.

## Œuvre

### Romans
- The Secrets of Synchronicity (1977) (réédité sous le titre Prisoner of the Planets en 1980)
- Mortal Gods (1978)
- The Inner Circle (1979) Publié en français sous le titre Le Cercle des initiés, traduit par Georges Belmont et Hortense Chabrier, Paris, Acropole, coll. Littérature du monde, 1980  (ISBN 2-7144-1274-2)
- The Beast (1981) Publié en français sous le titre Le Château de la Bête, traduit par Béatrice Vierne, Paris, Acropole, coll. Littérature du monde, 1983  (ISBN 2-7357-0000-3)
- Golden Fire (1986)
- The Jade Stalk (1988)
- Stolen Time (1990) Publié en français sous le titre La Grenouille aux pattes d'or, traduit par Rosine Fitzgerald, Paris, Gallimard, Série noire no 2291, 1992  (ISBN 2-07-049291-5)
- Newsies (1992)

### Nouvelles
- Decay (1975), signée Jon Fast
- Eartblossom (1976)
- Kindertotenleider, or, Who Puts the Creamy White Filling in the Krap-Snax?  (1977)
- The Malibu Fault (s.d.)

#### Essais
- Letter (Asimov's, Summer 1977) (1977)
- Letter (Locus #258) (1982)
- Ceremonial Violence: The Psychological Explanation for School Rampage Shooting (2008)

## Sources
- Claude Mesplède, Dictionnaire des littératures policières, vol. 1 : A - I, Nantes, Joseph K, coll. « Temps noir », 2007, 1054 p. (ISBN 978-2-910-68644-4, OCLC 315873251), p. 714.